# 聖德肋撒堂
聖德肋撒堂（英語：St. Teresa's Church）是一座天主教教堂，位於香港九龍九龍塘太子道258號，於1932年12月18日舉行祝聖典禮。
依照香港政府的規定，聖德肋撒堂是獲准舉行婚配聖事的天主教聖堂之一。聖德肋撒堂是天主教香港教區在九龍區第二大教堂，亦是全港最多人舉行婚禮的教堂。聖德肋撒堂已被列為香港一級歷史建築。

## 堂區服務範圍

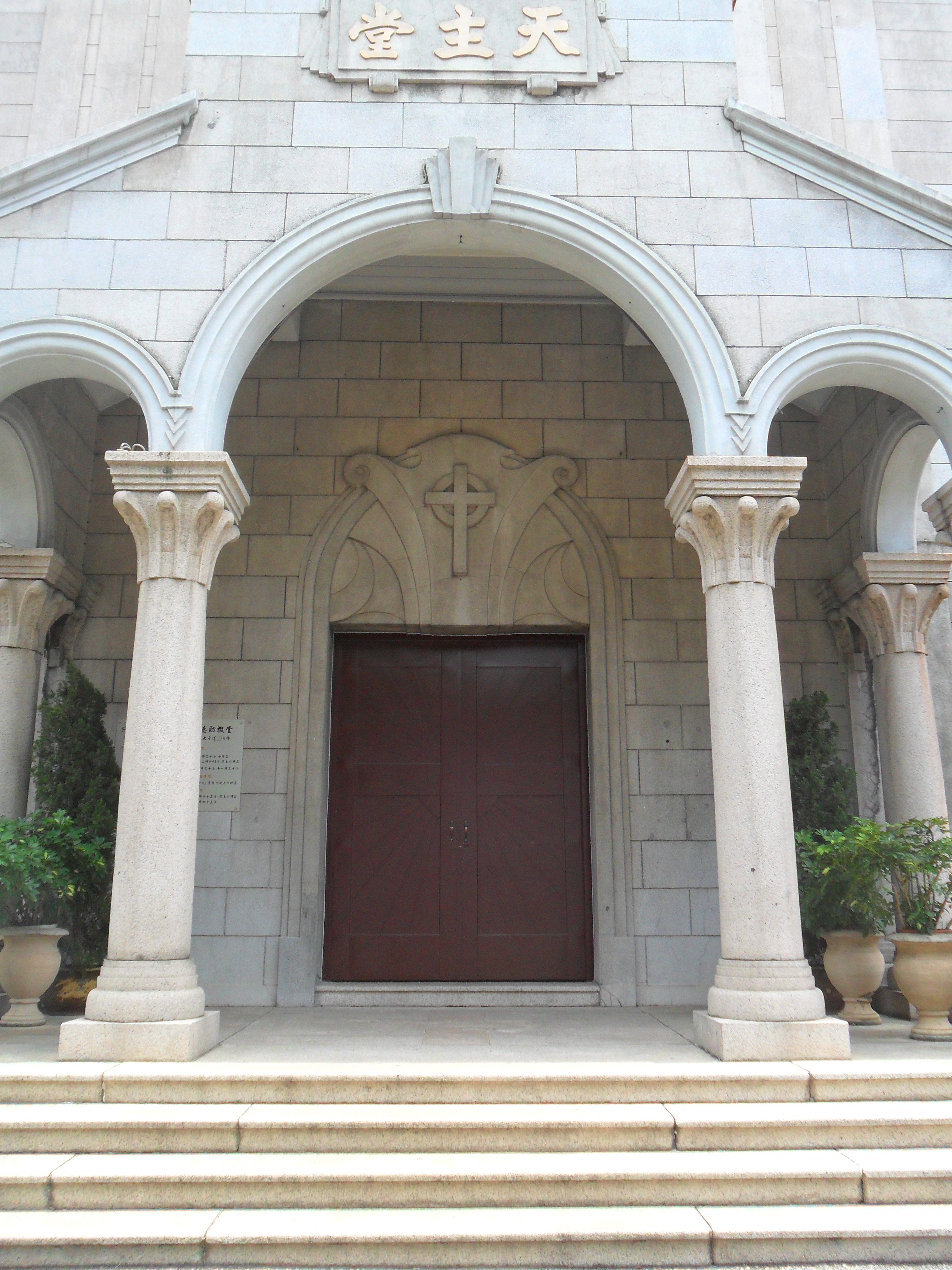
教堂正門

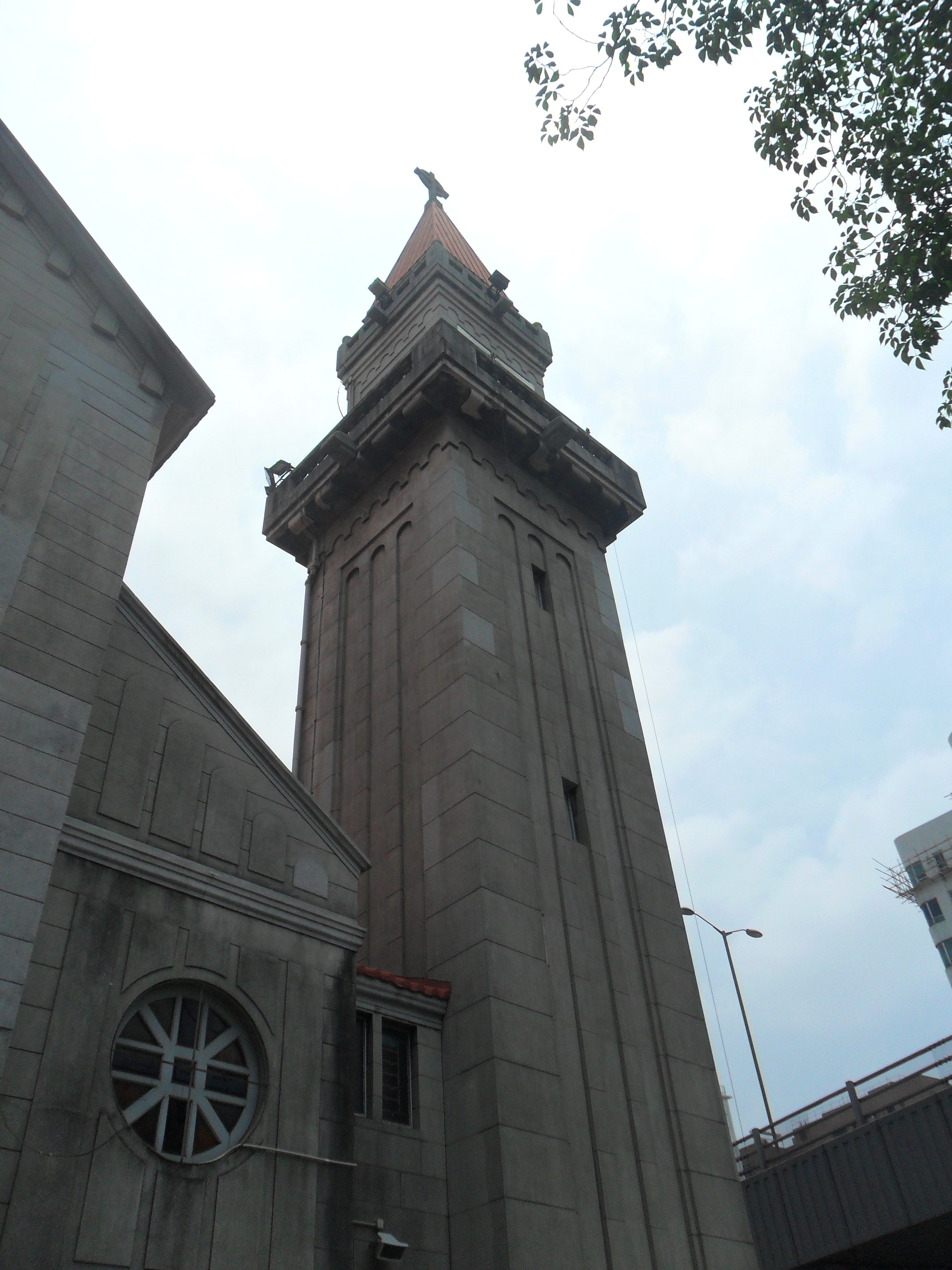
教堂鐘樓

聖德肋撒堂區今時服務範圍包括何文田和太子道西等地區。為方便教友參與宗教活動，除了聖德肋撒堂外，堂區更包括以下的教堂和中心：
- 教區傷殘人士牧民中心（英語：Diocesan Pastoral Centre For the Disabled），位於九龍何文田公主道81號。中心於2003年建立
- 聖依納爵小堂（英語：St. Ignatius Chapel），位於九龍窩打老道516號（九龍華仁書院）。於1959年建立，1964年至1988年屬聖德肋撒堂區，1989年至1990年屬黃大仙聖雲先堂區，1991年屬聖德肋撒堂區。
- 聖若瑟小堂（英語：St. Joseph’s Chapel），位於九龍九龍塘義本道8至10號涵碧別墅二座（道明會聖若瑟會院）。於1992年屬聖德肋撒堂區。

## 歷史

### 籌建

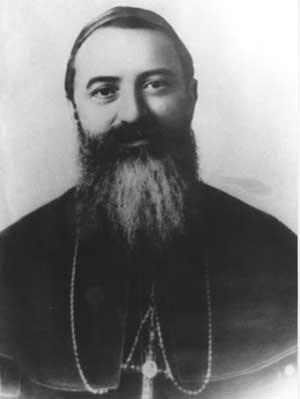
師多敏主教

在聖德肋撒堂建成之前，九龍塘區的信徒要參與彌撒就需要前往尖沙咀的玫瑰堂或者牛池灣聖若瑟安老院內的聖堂。而兩處的彌撒禮儀都是由玫瑰堂的神父主持。
在1923年時，由於九龍的人口增長，天主教會開始尋找地點去興建一座新的聖堂。在1924年2月11日，一群有影響力的天主教徒寫信予當時的宗座代牧師多敏主教，表示願為新聖堂籌募經費，並促請成立籌備委員會。但不巧的是，師主教卻在數天後，即同年2月20日去世。在師主教於2月24日的追悼會上，布力架先生（Mr. J.P. Braga）重新提出建新堂的計劃。
當時的天主教會在柯士甸道已購了一塊土地，但實在太近已有的玫瑰堂了。而同時計劃在深水埗興建的寶血女修會總會院又會附設小堂方便教友，所以，教會的考慮便放了在正發展龐大的屋宇計劃的九龍塘，其時有不少的葡籍家庭被其吸引。
1928年11月13日，位於太子道與窩打老道交界，而積76,500平方呎的第二號土地以底價港幣38,250元出售，為期75年，年租則為港幣526元。結果，師多敏主教的繼任人恩理覺主教的代理人在沒有競爭者的情況下以底價投得該地。

### 設計和建築工作

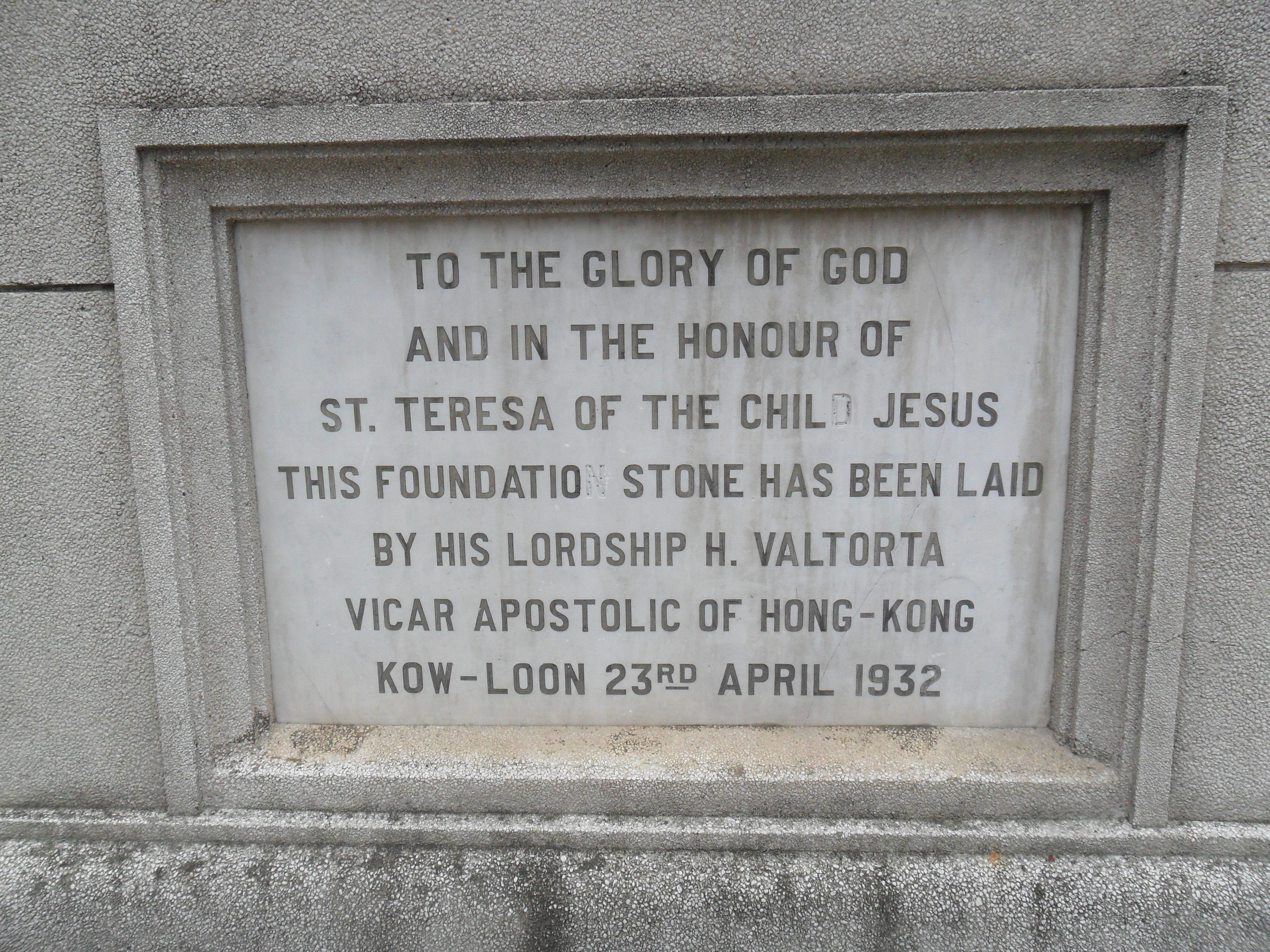
教堂外的英文石誌

在確定投得該片土地後，恩主教找來自荷蘭的本篤會士格寧神父（Adalbert Gresnigt O.S.B.）籌劃建築事宜。格寧神父的作品除了在美國和巴西等地外，北京的輔仁大學的中國式校舍以及香港黃竹坑的華南總修院的四合院建築也是出自他的設計。恩主教去信當時身在北京的格寧神父，希望他能建一座紀念聖女小德蘭（聖德肋撒）的中國式聖堂。但另一方面，恩主教也在信中表示中國式的設計在香港未必會為人所接受。
在1928年11月22日舉行的傳教區議會會議上，決定了聖堂會在1929年1月發動了公開贊助時才動工，並正式選定聖女小德蘭為聖堂主保。在1929年1月25日，格寧神父在不知土地確實面積的情況下寄來了堂區辦事處和神父宿舍的初步圖樣。籌款委員會則在同年6月24日發起了募捐，同時，恩主教起先主張的中國式建築如他所料地不太受歡迎，格寧神父於是揉合了其他兩位建築師（A.H. Basto 和 M. Van Wylick）的心思，將聖德肋撒建成一座有圓頂和尖塔的拜占庭式教堂。

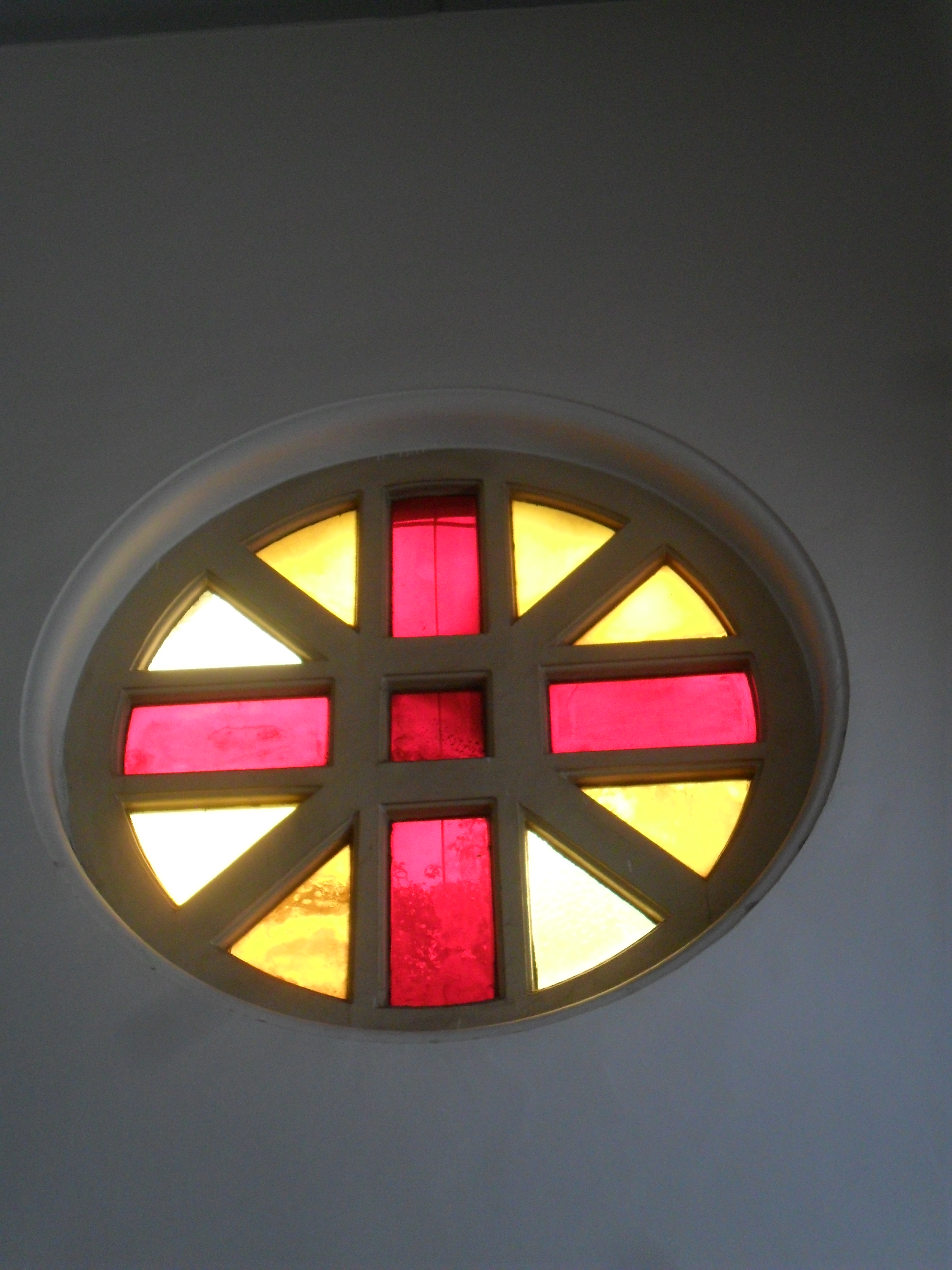
教堂內的圓形彩色玻璃窗

其實在1930年代，香港天主教教會的經濟經營艱苦，但由於有德若翰神父（Rev. Spada, Giovanni M. PIME）的積極經營，教會方面終於在1931年9月21日與美安建築公司簽約，並隨即開始工程。1932年4月23日，恩主教到臨聖德肋撒堂主持奠基典儀式，並在聖堂中已完成的主要建築內舉行了第一台彌撒。而於在同年12月18日，恩主教到臨主持了祝聖典禮。在聖誕前夕，艾國安神父（Fr. U. Galbiati）主持了子夜彌撒後，聖德肋撒堂再度封閉以作最後階段的裝修。其後，聖堂正式開幕，第一任主任司鐸為顏思回神父（Rev. GRANELLI, Andrew PIME），為九龍塘區的天主教徒提供彌撒的地點。

### 發展
其後，聖德肋撒堂在1934年升格為準堂區，並於1949年正式升格為堂區。多年來，聖德肋撒堂在崇拜、教育、醫療和社會服務都扮演了相當的角色，以致在和靈導神父（Rev. ORLANDO, Carmelo PIME）以及黃德祥神父（Rev. WONG, Tak-Cheung Francis）服務該堂期間，在神職人員間常笑指聖德肋撒堂的主任司鐸為「九龍區主教」。
聖德肋撒堂於2007年 慶祝建堂75週年，維修工作主要集中在下列三方面：聖體祭台的全面改建、約12隻玻璃窗重新彩色設計以及主祭台雲石的維修。此外，聖德肋撒堂購入了新製的洗禮池，並於2007年的復活彌撒首次使用。由於聖堂要預留地方以便內部的維修，故於2007年1月至8月暫停開放給舉行婚禮之用。

## 建築風格

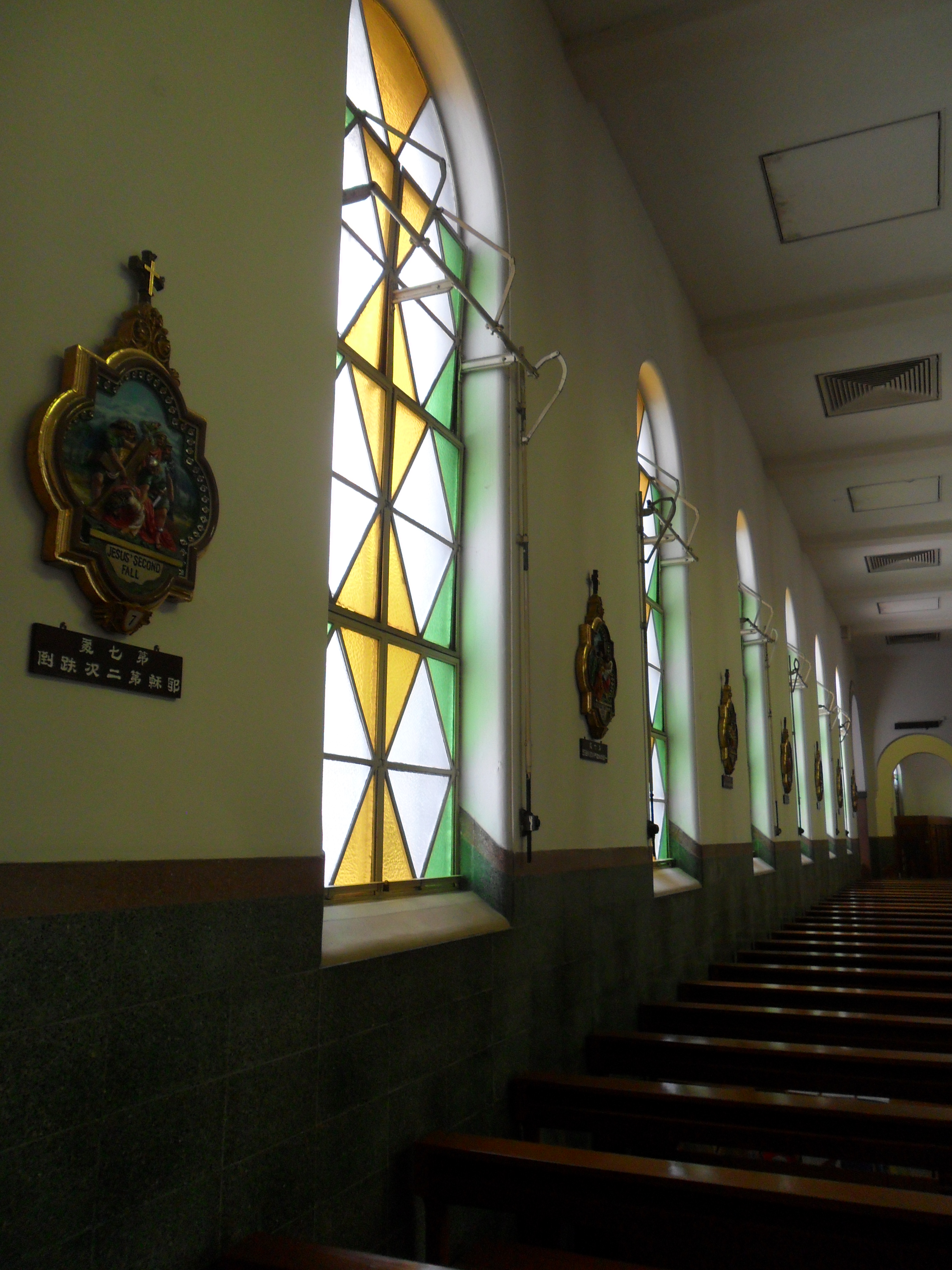
教堂內的部分苦路

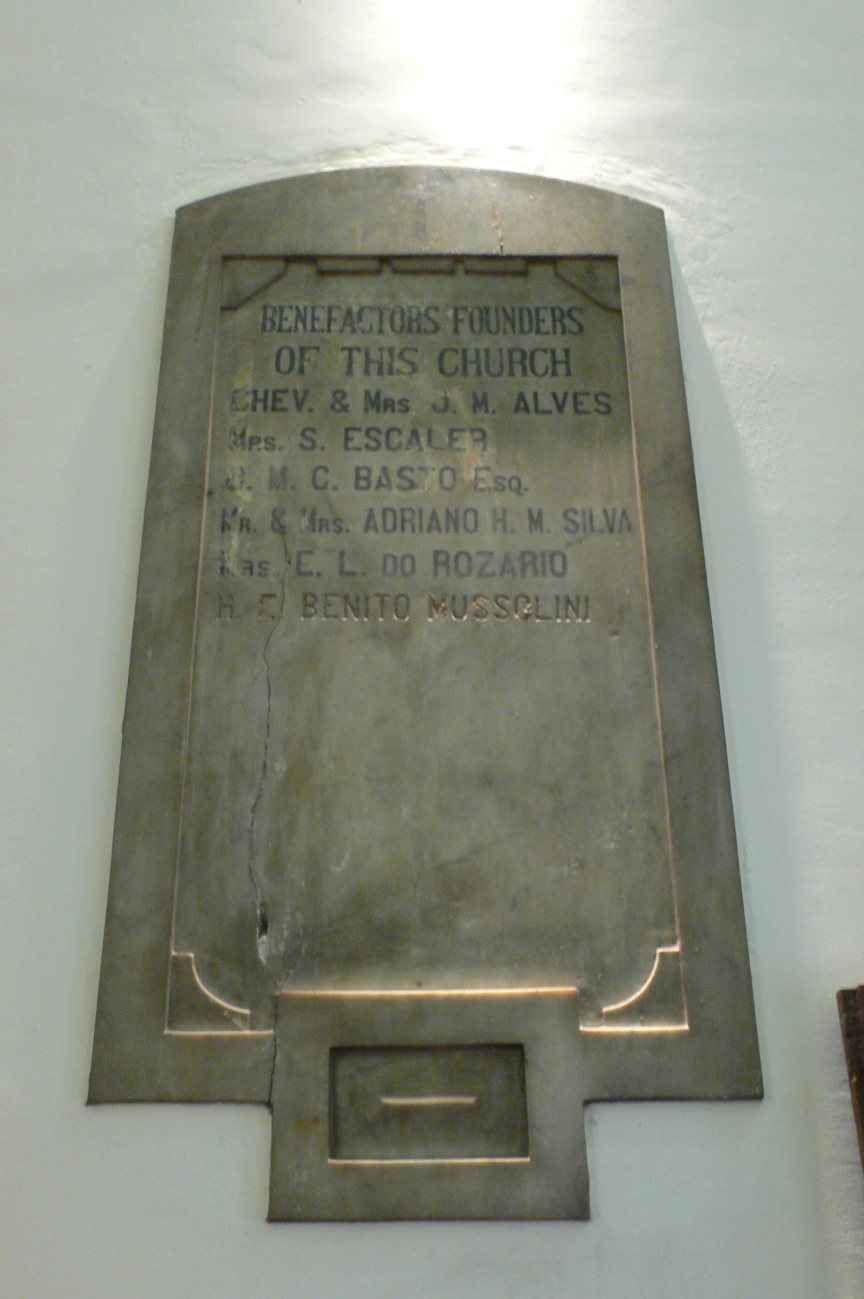
神秘地刻有意大利法西斯黨領袖墨索里尼名字的施主名單

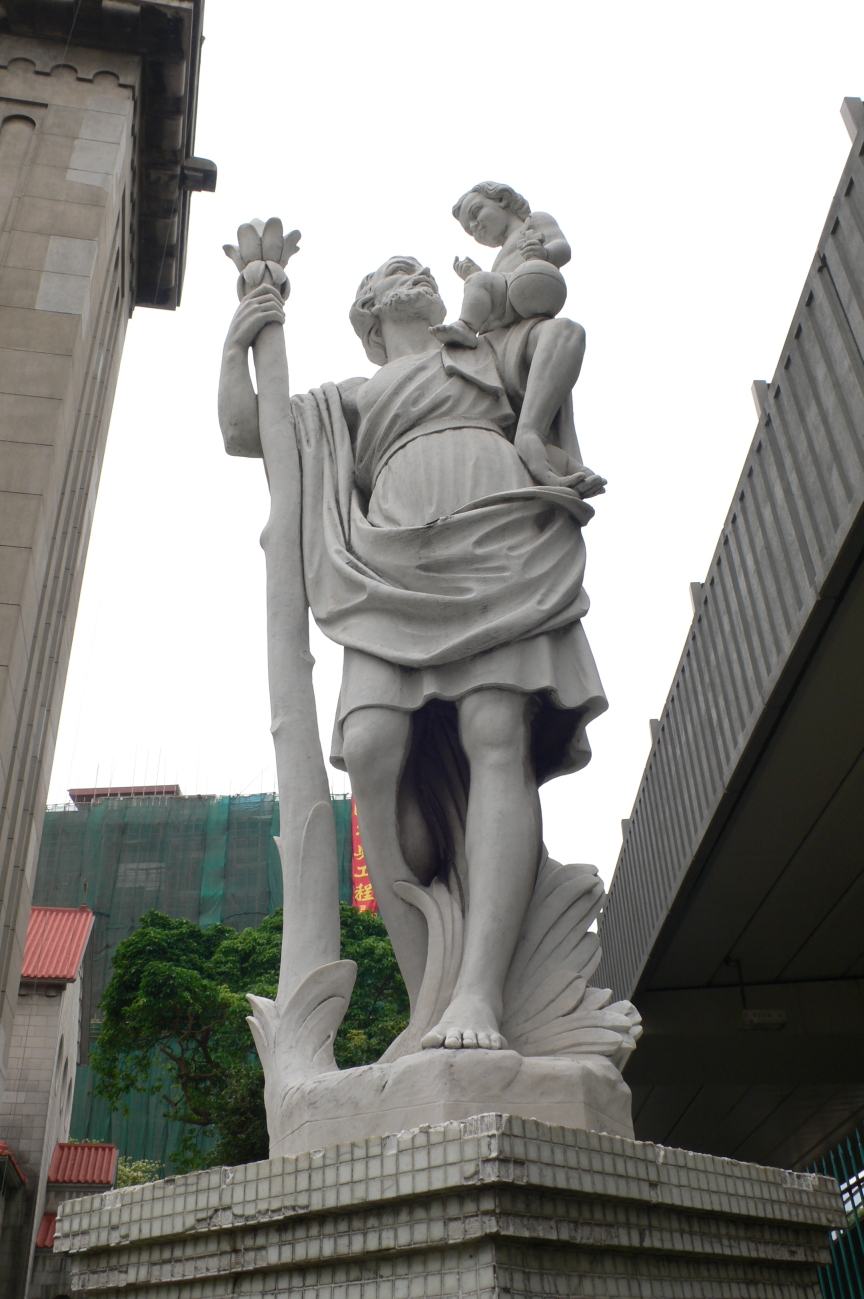
聖基多福聖像

由格寧神父設計的聖德肋撒堂是一座帶有圓頂和尖塔的拜占庭式教堂。它的形狀成一拉丁十字架，並採用了羅馬式圓勻意念的設計，側廊採用了圓拱為主題。堂內的石柱則是採用科林斯式。頂樑的材料為三合土和鋼筋，但仍採用了中國宮廷建築的方式建成。
聖德肋撒堂的鐘樓可說是聖德肋撒堂的標記，但當中的銅鐘在大戰期間被賣掉。不過根據教友的憶述，教堂的鐘聲在1960年代時仍有依時鳴響。
聖德肋撒堂共有四塊具有歷史價值的石碑，第一塊位於聖堂右方鐘樓底部，是立於1932年的奠基紀念碑；另一塊石碑則是在祭衣房洗滌聖物去水盆的上方，立於1950年，為了紀念祭衣房的重建，以及紀念聖母升天於同年被宣佈為信理。最後兩塊石碑在教堂大門入口內左右兩側，列有捐款建堂的施主，其中一塊在最低一行刻有意大利法西斯黨領袖兼王國首相墨索里尼的名字。據考證，墨索里尼女婿齊亞諾伯爵於三十年代初為義大利駐上海領事，經常來往滬港兩地，並以其岳父名義向聖堂作出捐獻。齊亞諾後來出任過駐梵蒂岡大使及意大利外交大臣，曾見證慕尼黑協定、代表意大利簽署德意日三國公約等歷史大事，最後因在1943年7月意大利投降前夕投下對墨索里尼不信任動議票導致法西斯黨倒台、墨索里尼被國王軟禁而和他的岳父結仇，同年齊亞诺逃亡失敗被德軍逮捕，送至剛被德國救出的墨索里尼所重建的法西斯政權並在1944年1月被槍決。現只餘碑上隱約可見的名字，紀載了這段法西斯義大利與香港的交滙。

### 聖像
聖德肋撒堂除了在祭壇右方供有聖女小德肋撒的聖像外，在祭壇左方亦供有花地瑪聖母的聖像。這聖像是在花地瑪聖母於1917年相傳在花地瑪顯現後第一批從葡萄牙運來的。
在聖堂的祭壇之後，聖體櫃之上另有一組雲石製聖像是法國里修加爾默羅修會聖堂中的聖像的複製品，由聖瑪利書院的學生捐贈。聖女小德肋撒呈跪下的姿態，在她的面前是抱著嬰兒耶穌的聖母。在背後的十字架亦有三位小天使向小德肋撒洒下玫瑰花，象徵上主的恩寵。
聖堂中亦有耶穌聖心、聖方濟各·沙勿略、聖安多尼、聖猶達、聖大若瑟等的聖像。
在聖堂正門的左角圍牆邊亦供有交通的主保聖人——聖基多福（St. Christopher）的聖像而對著太子道。以前在每年的7月25日舉行汽車祝聖儀式。有些信徒甚至帶了自己的單車來參與。

### 外圍建築
在聖德肋撒堂的外部建有一小屋，是九龍第13旅的童軍所使用的童軍室。在教堂的後方建有九龍聖德肋撒英文學校的三層高校舍。此外，在聖德肋撒堂的西面建有九龍明愛中心，於1967年建成。

## 堂區主保

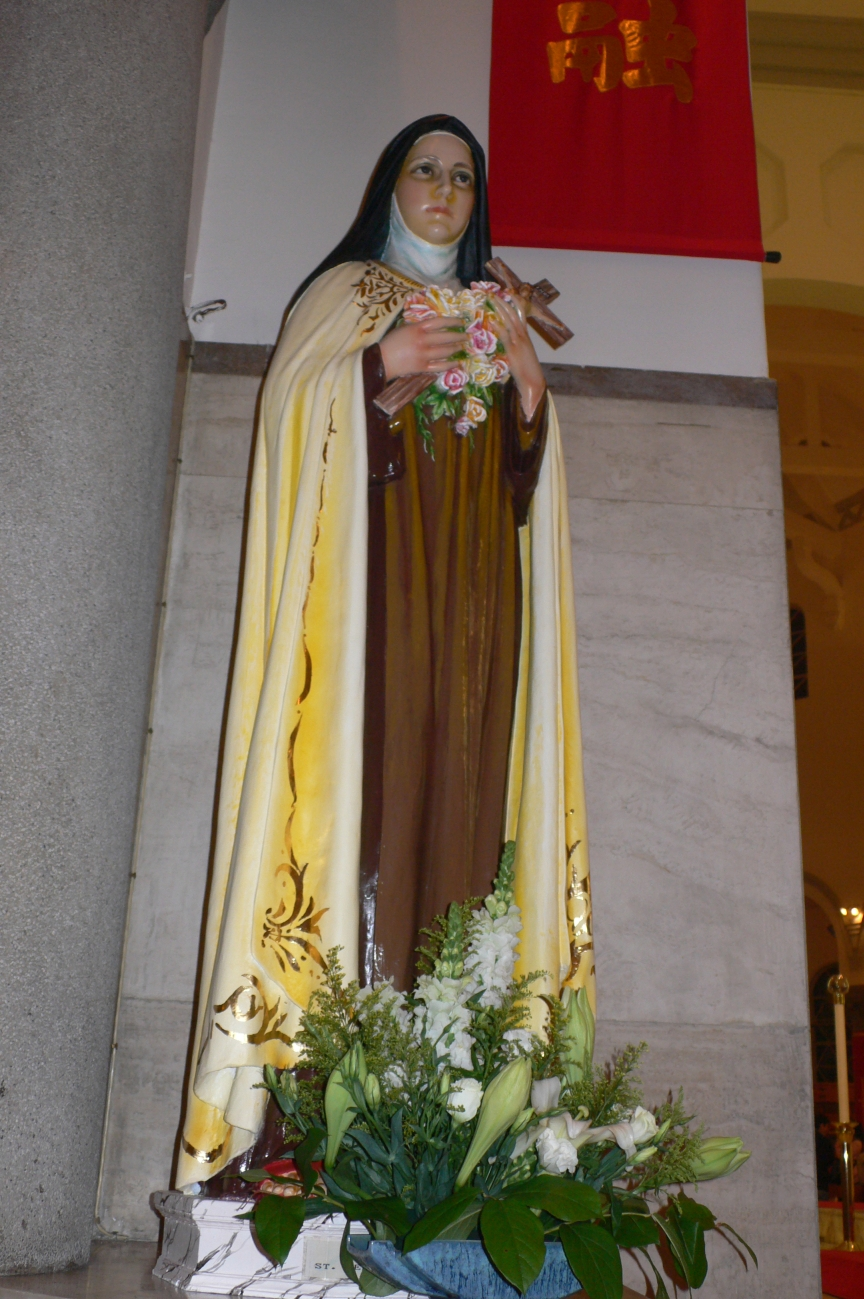
聖女小德肋撒的聖像

聖德肋撒堂的主保聖人是聖女小德肋撒（1873年－1897年，現多譯為「聖女小德蘭」），於1923年4月29日由教宗庇護十一世宣佈為真福。1925年5月17日在羅馬聖伯多祿廣場宣聖。1927年12月14日教宗庇護十一世宣佈聖女德肋撒為普世傳教區主保。1944年5月3日教宗庇護十二世宣佈聖女德肋撒與聖女貞德同為法國主保。1997年聖女德肋撒逝世百週年，教宗若望保祿二世冊封她為教會第三位女聖師。
在1997年聖女小德肋撒逝世百週年時，聖德肋撒堂曾隆重迎接聖女小德肋撒的聖髑到訪。

## 大事表
- 1931年9月：建堂工作開始

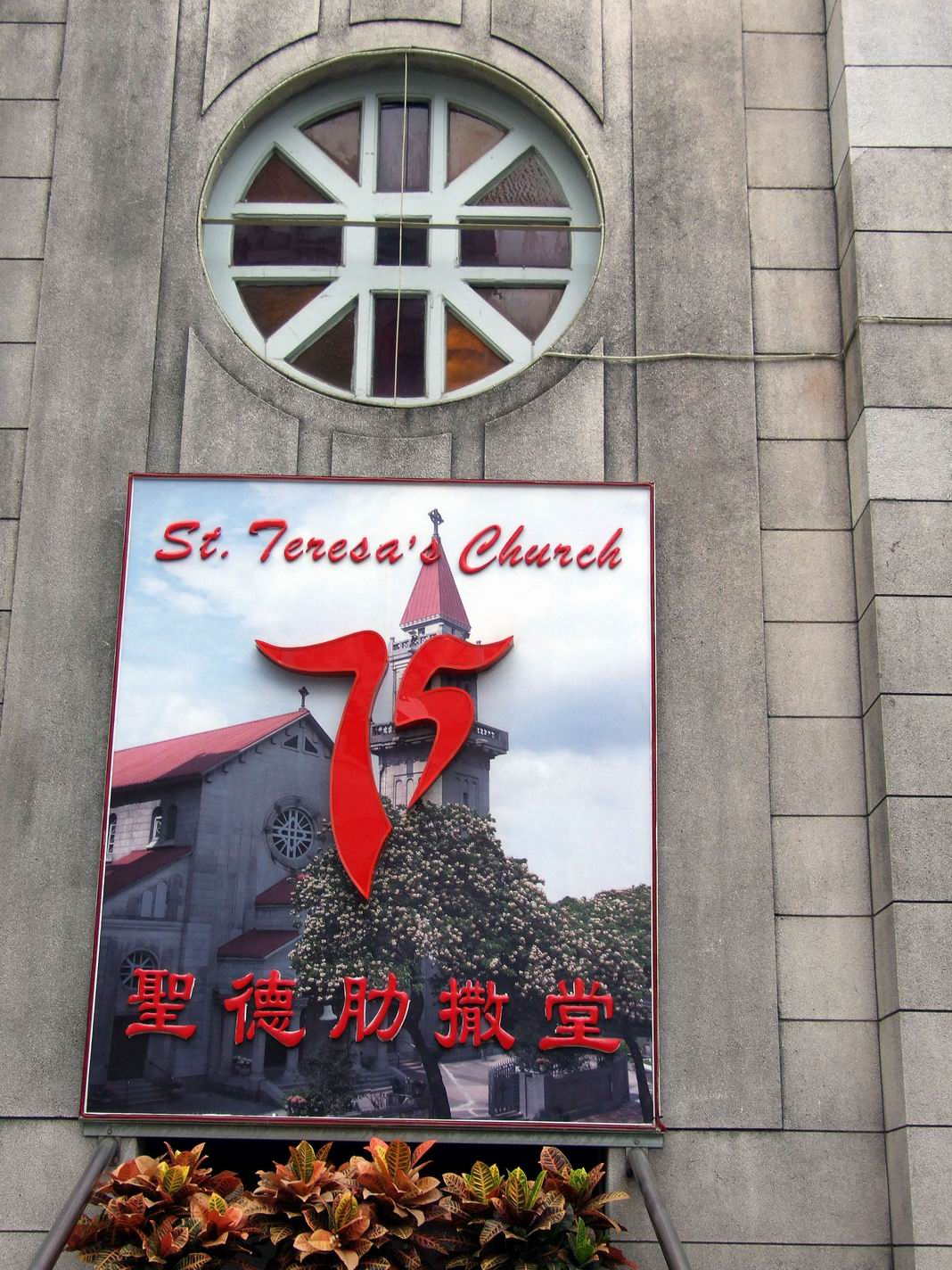
慶祝建堂75週年

- 1932年4月23日：恩理覺主教主持奉獻及奠基典禮
- 1932年12月18日：正式開幕
- 1933年：顏思回神父到任成為首位主任司鐸
- 1934年：升格為「準堂區」
- 1949年：正式升格為「堂區」
- 1957年：銀禧紀念大慶典
- 1965年：戈隆步神父被委任為主任司鐸
- 1977年：黃德祥神父被委任為主任司鐸
- 1982年：金禧年紀念大慶典
- 1992年：鑽禧紀念
- 1993年：黃德祥神父辭世[6]，林焯煒神父被委任為本堂神父
- 1997年：慶祝建堂65週年及聖女小德肋撒逝世百週年。聖女聖髑到訪本堂
- 2002年：慶祝建堂70週年
- 2004年10月：駱鏗祥神父被委任為主任司鐸
- 2007年：慶祝建堂75週年

## 彌撒及禮儀時間

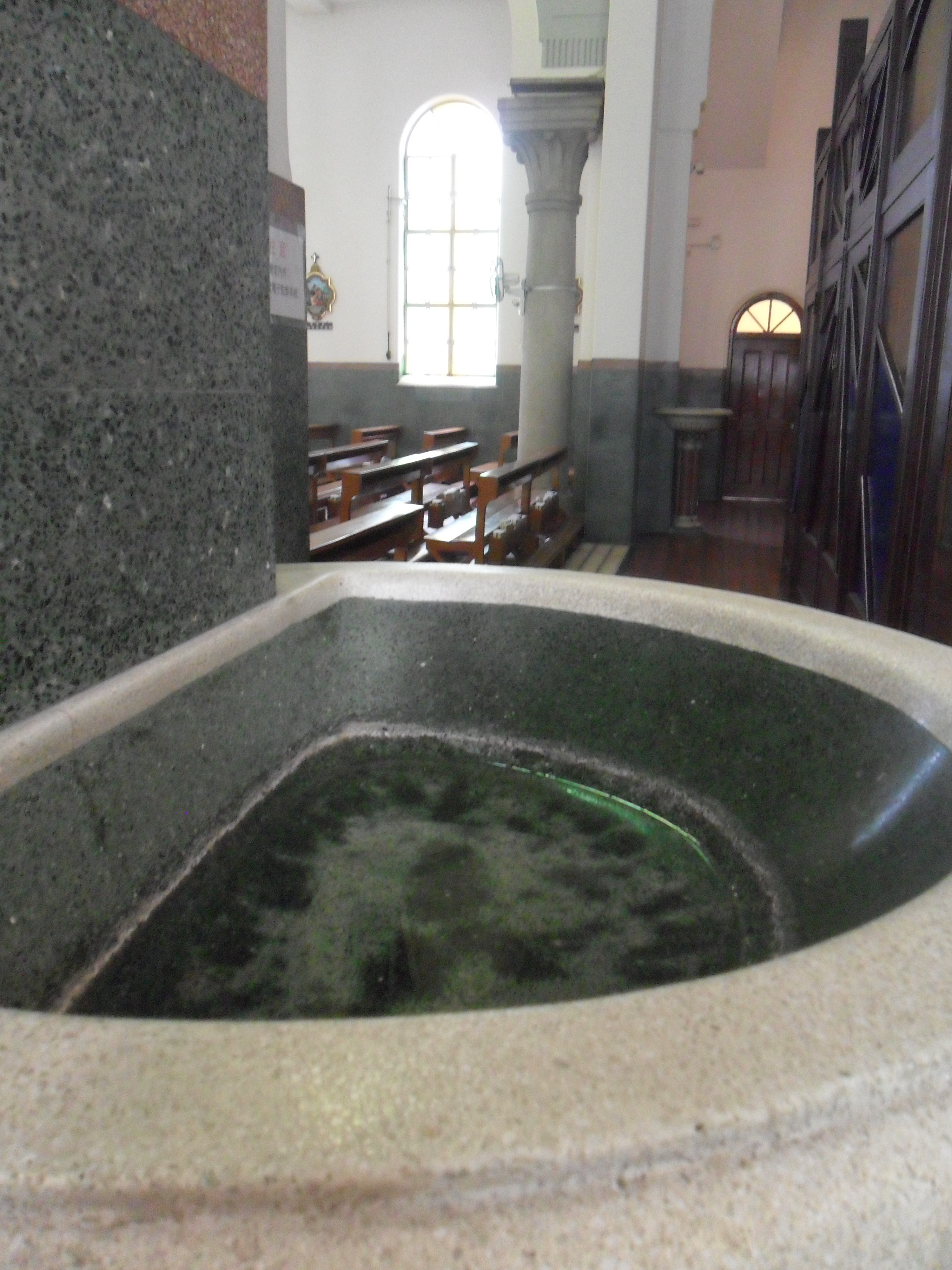
教堂內的聖水池

### 聖德肋撒堂
感恩祭時間表
主日提前感恩祭 (星期六)
- 16:15(粵語)(主日學彌撒，教友可照常參與)
- 18:00(粵語)

主日(星期日)
- 07:15 (粵語)
- 08:30 (英語)
- 10:00 (粵語)
- 11:30 (英語)
- 12:45 (粵語)
- 18:00 (粵語)

平日彌撒
- 06:45 (英語)
- 07:45 (粵語)
- 18:00 (粵語)

恭唸玫瑰經
- 逢星期六，15:30-16:00(粵語)
- 每月首星期五
  - 明供聖體：15:00-17:00
  - 敬禮耶穌聖心彌撒：18:00
- 每月首星期六（月靜）
  - 明供聖體：09:00-12:30

內容：誦唸日課，玫瑰經，靜默祈禱，修和聖事，神父講道，聖體降福。
每月第2個星期五
- 明供聖體：15:00-17:00
- 敬禮聖女德肋撒彌撒：18:00

#### 明供聖體
- 每月首星期五：15:00直至17:00聖體降福

### 聖依納爵小堂

#### 彌撒
- 主日彌撒：09:00（粵語）
- 10:30（英語）
- 每月最後主日11:45（國語）
- 平日彌撒：07:25（粵語）
- 耶穌聖心敬禮：每月第一個星期五20:00彌撒及聖體降福
- 永援聖母敬禮：星期日08:15

### 教區傷殘人士牧民中心

#### 彌撒
- 主日彌撒：
- 首主日：11:30（特為傷殘人士）
- 第2主日：11:00（特為失聰人士）
- 第3主日：17:00（粵語）
- 平日彌撒：星期四19:00（粵語）
- 星期五20:00（粵語）
- 耶穌聖心敬禮彌撒：首星期五20:00（粵語）
- 特別敬禮：24小時朝拜明供聖體；首星期五22:00至首星期六05:30(徹夜賠補共融祈禱)

### 聖若瑟小堂

#### 彌撒
- 主日彌撒：11:00 (英語)
- 星期六提前主日彌撒：18:00（英語）
- 平日彌撒：07:30（英語）

## 牧職人員
- 主任司鐸：倪德文神父
- 助理司鐸：宋啟文神父、黎勢海神父、貝納德神父
- 終身執事：蕭思銓執事